# 月ケ瀬口駅
月ケ瀬口駅（つきがせぐちえき）は、京都府相楽郡南山城村大字北大河原にある、西日本旅客鉄道（JR西日本）関西本線の駅である。
駅は南山城村にあるが、駅名の通り奈良県奈良市の月ヶ瀬地区（旧・添上郡月ヶ瀬村）への入口としての役割も持っており、京都府最東端の駅でもある。

## 歴史
- 1951年（昭和26年）12月28日：日本国有鉄道（国鉄）関西本線の駅（一般駅）として、島ケ原駅 - 大河原駅間に新設開業[3]。
- 1962年（昭和37年）2月1日：貨物営業廃止（旅客駅となる）[4]。
- 1965年（昭和40年）12月：駅舎改築[5]。
- 1983年（昭和58年）5月1日：荷物扱い廃止[6]、駅員無配置駅となる[7]。
- 1987年（昭和62年）4月1日：国鉄分割民営化により、西日本旅客鉄道（JR西日本）の駅となる[4]。
- 2021年（令和3年）
  - 3月13日：ICカード「ICOCA」の利用が可能となる[8]。
  - 7月1日：亀山鉄道部を廃止。乗務員区所はかめやま運転区に、車両基地は吹田総合車両所京都支所亀山派出所に、輸送指令は亀山指令所にそれぞれ改組。

## 駅構造
相対式ホーム2面2線を有し、列車交換が可能な地上駅。場内・出発の各信号機とも一方向のみの設置のため、逆線入線はできない。加茂方面行きホーム側の加茂寄り妻面に出入り口のある駅舎が置かれている。また、亀山方面行ホームへは無蓋跨線橋にて連絡している。
自動券売機は設置されていない。なお、ホームには月ヶ瀬梅渓（月ヶ瀬梅林のこと）の大きな標柱が立てられている。

### のりば
| ホーム | 路線     | 方向 | 行先           |
| ------ | -------- | ---- | -------------- |
| 駅舎側 | 関西本線 | 下り | 加茂・奈良方面 |
| 反対側 | 関西本線 | 上り | 柘植・亀山方面 |

※案内上ののりば番号は割り当てられていない。

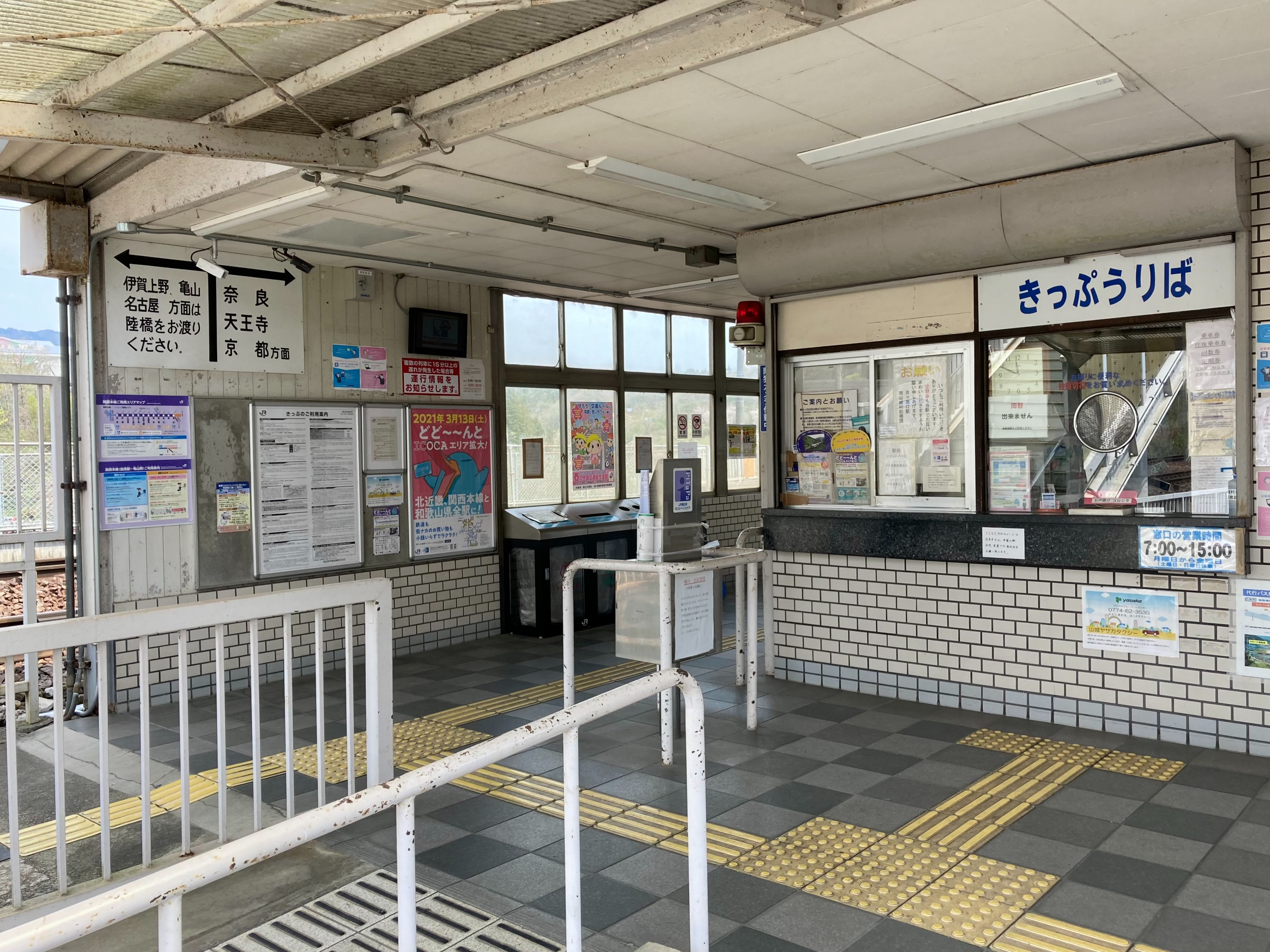
改札（2021年4月）
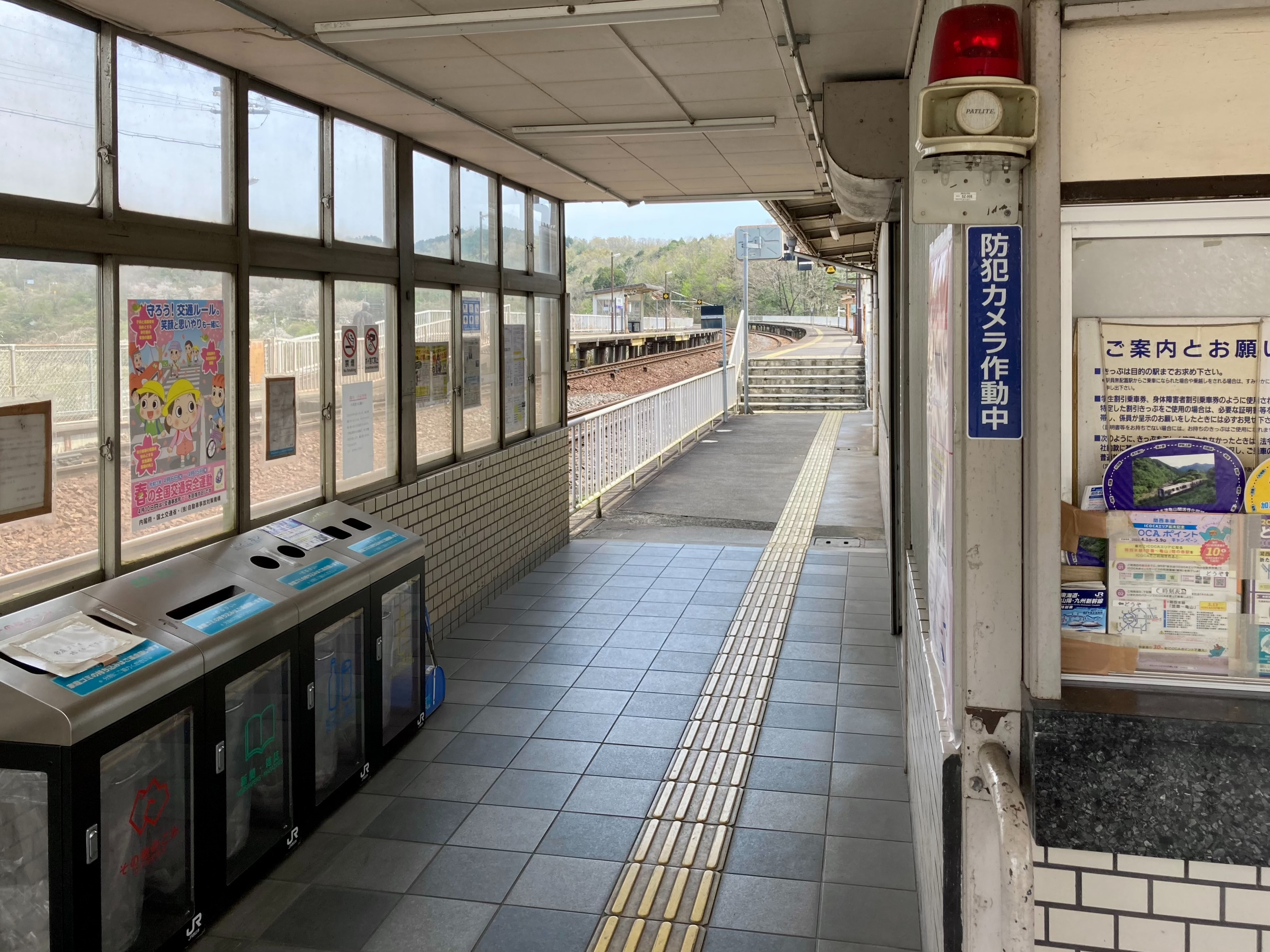
改札より加茂方面行きホームを望む（2021年4月）

## 利用状況
JR西日本の移動等円滑化取組報告書によれば、2023年度の1日当たりの利用者数は198人。「京都府統計書」によると、1日平均乗車人員は以下の通りである。
| 年度   | 一日平均 乗車人員 |
| ------ | ----------------- |
| 1999年 | 537               |
| 2000年 | 518               |
| 2001年 | 477               |
| 2002年 | 447               |
| 2003年 | 356               |
| 2004年 | 329               |
| 2005年 | 318               |
| 2006年 | 315               |
| 2007年 | 279               |
| 2008年 | 255               |
| 2009年 | 219               |
| 2010年 | 216               |
| 2011年 | 216               |
| 2012年 | 216               |
| 2013年 | 205               |
| 2014年 | 184               |
| 2015年 | 186               |
| 2016年 | 167               |
| 2017年 | 164               |
| 2018年 | 137               |
| 2019年 | 115               |

## 駅周辺

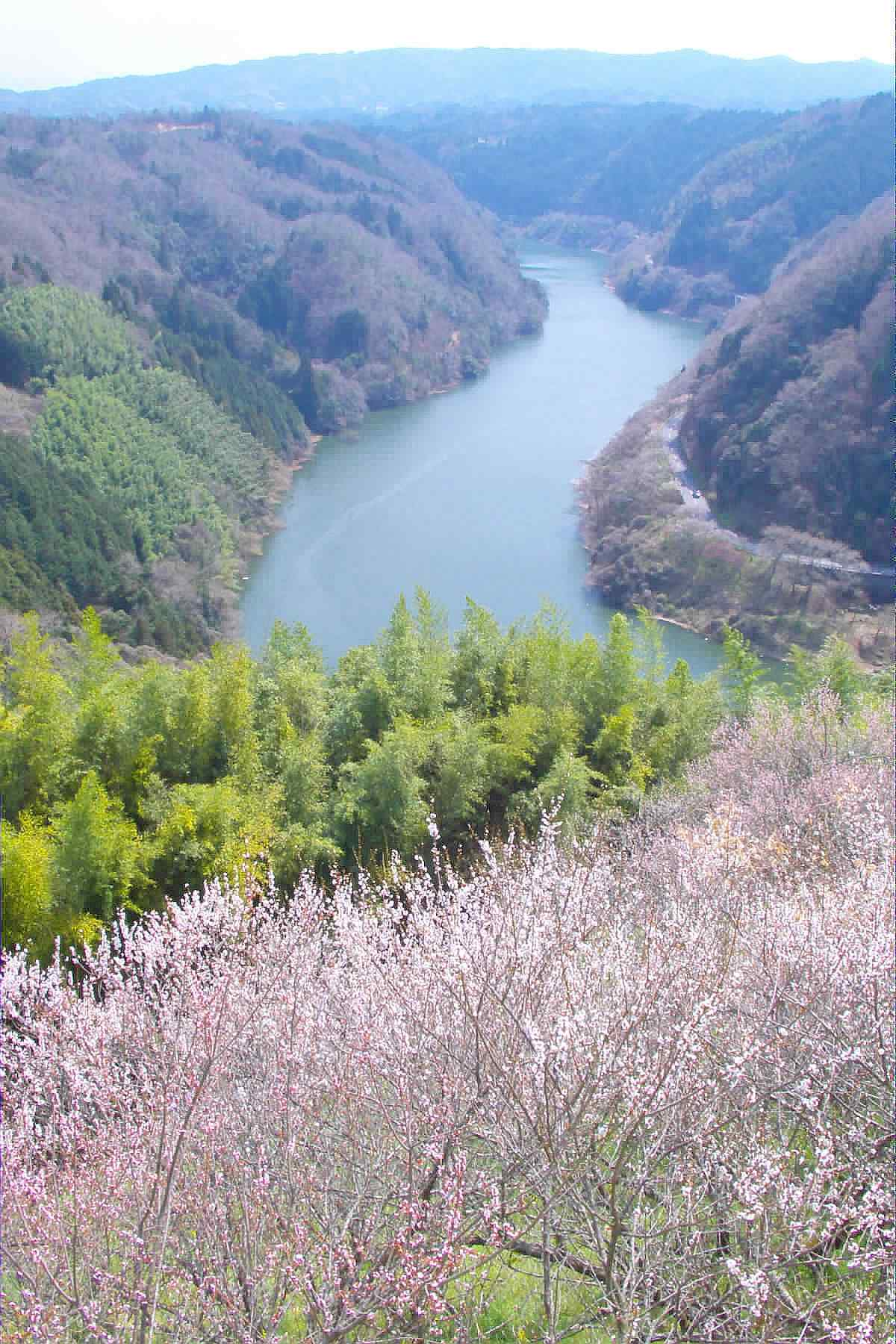
月ヶ瀬梅林（2008年3月）

駅北側を国道163号が通り、今山交差点で奈良県道・京都府道753号月ヶ瀬今山線と合流する。この交差点の北側には道の駅があり、その東側には社会福祉協議会・小学校・幼稚園がある。中学校や住宅街は駅西側にあり、木津川は駅から南へ少し離れた所を流れる。
三重県との府県境は駅から東へ約1 km離れた所に、奈良県との府県境は駅から南へ約6.5 km離れた所にある。当駅は月ヶ瀬梅林の最寄り駅であるが、梅林そのものは駅からやや遠い所にある。
- 道の駅お茶の京都みなみやましろ村
- 月ヶ瀬ニュータウン - 駅のすぐ西側にある住宅街[1]（※月ヶ瀬村（現在の奈良市月ヶ瀬）ではない）
- 東海自然歩道 高山ダム、夢絃峡コース
- 二本杭
- 今山 七尾鳥の茶畑[10] - 日本茶800年の歴史散歩（日本遺産の1つ）
- フェアフィールド・バイ・マリオット 京都みなみやましろ
- 南山城村社会福祉協議会
- 相楽東部広域連合立笠置中学校
- 相楽東部広域連合立南山城小学校
- 南山城保育園
- 六所神社（津島神社）
- 国道163号
- 奈良県道・京都府道753号月ヶ瀬今山線
- 今山隧道 - 奈良県・京都府道753号線の旧トンネル。すぐ横に新今山隧道がある。
- 木津川
  - 笹瀬橋
  - 夢絃峡[11][12]
  - 弓ヶ淵[11][13]
  - 明神の滝[14]
- 名張川
  - 高山ダム

## バス路線
駅前ロータリーに停留所が設けられている。停留所名は異なるが、位置はまったく同じである。
月ヶ瀬口駅
- 相楽東部広域バス
  - 加茂駅

※年末年始（12月29日 - 翌年1月3日）は全便運休。
月ヶ瀬口駅前
- やまなみ交通
  - 月ヶ瀬ニュータウン線：シルバー人材センター

※火曜・木曜（祝日と年末年始（12月29日 - 翌年1月4日）を除く）に、1日4往復を運行。
- 三重交通
  - 55系統（南山城線）：尾山口

※観梅シーズンのみ運行。
上記のほか、やまなみ交通「村タク」（デマンドタクシー）の運行もある。

## 隣の駅
西日本旅客鉄道（JR西日本）
 関西本線
島ケ原駅 - 月ケ瀬口駅 - 大河原駅